# Église Saint-Martin de Jugazan
Pour les articles homonymes, voir Église Saint-Martin.
L'église Saint-Martin est une église catholique située dans la commune de Jugazan, dans le département de la Gironde, en France.

## Localisation
L'église se trouve dans la partie sud du bourg, au sud de la route départementale D128 qui mène à Rauzan à l'est et à Naujan-et-Postiac à l'ouest.

## Historique
Au milieu du XIIe siècle, l'église était un prieuré, construit à l'origine en style roman, attaché aux chanoines réguliers de Bellefond, puis, en 1186, il devint dépendant de l'abbaye de La Sauve-Majeure .
L'édifice est très composite :
- Les quatre travées couvertes de voûtes d'ogives et le chevet plat datent du XVIe siècle.
- Au XVIIIe siècle, ont été ajoutées deux chapelles, sur les flancs nord et sud, qui donne la forme d'une croix latine à l'église.
- Une restauration partielle a été effectuée au XIXe siècle.

De l'ancien édifice roman, il reste quatre chapiteaux et les voussures du portail.
Fonts baptismaux
Les fonts, qui datent du XVe siècle, sont taillés dans un seul bloc de pierre. La cuve est octogonale à l'extérieur et circulaire à l'intérieur. Les huit faces sont ornées d'une arcature aveugle trilobée.
Ces fonts sont inscrits à l'inventaire des monuments historiques.
| - La nef - Confessionnal - Lutrin - La chaire |

Il y a également un confessionnal du XVIIIe siècle et un ancien lutrin en bois. Ce lutrin est composé d’un pupitre, finement sculpté, représentant un aigle dont les ailes sont déployées. Le rapace est perché sur un cube reposant sur une colonne renflée et cannelée.

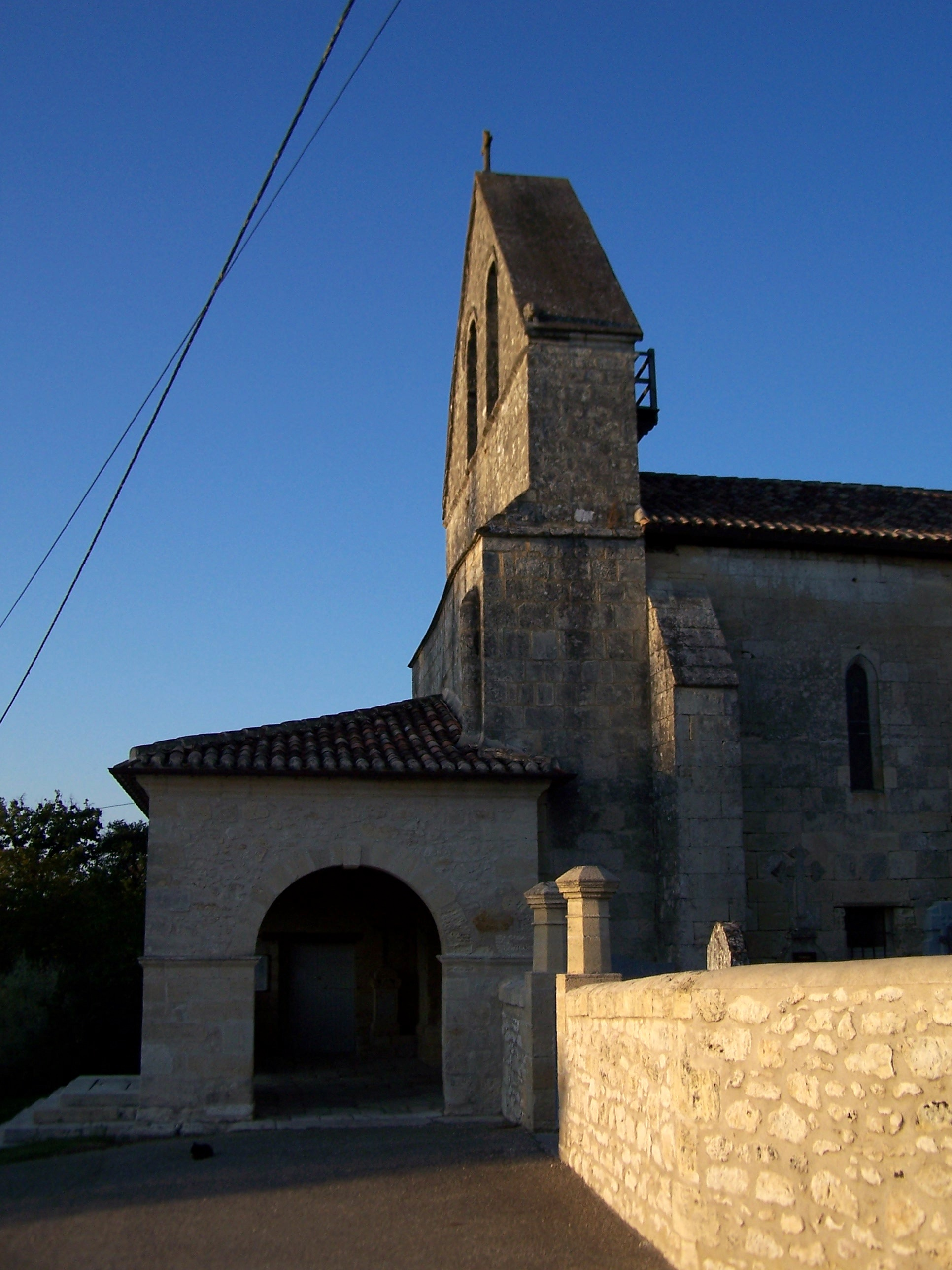
Le clocher-mur et le porche (oct. 2012)
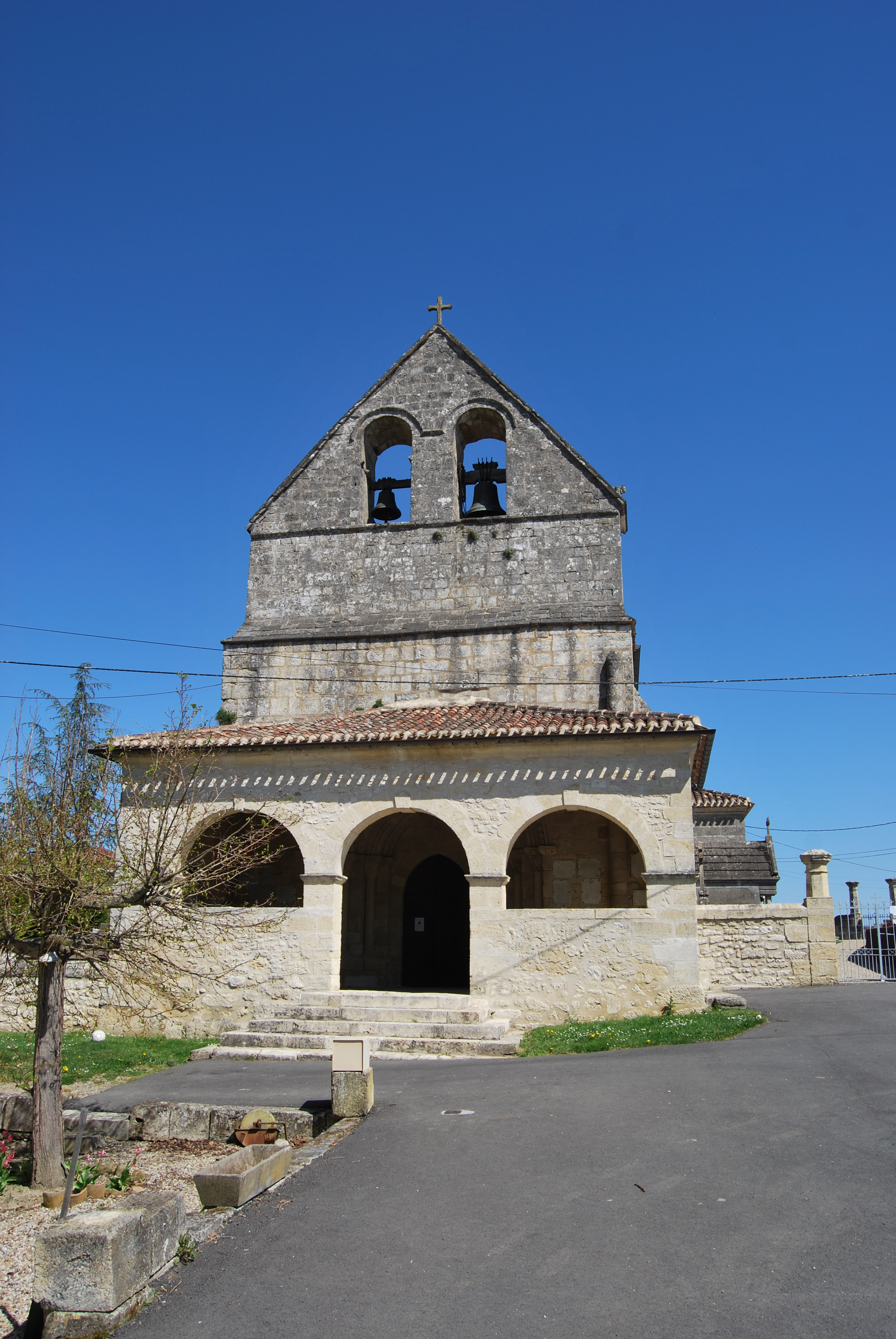
Façade occidentale
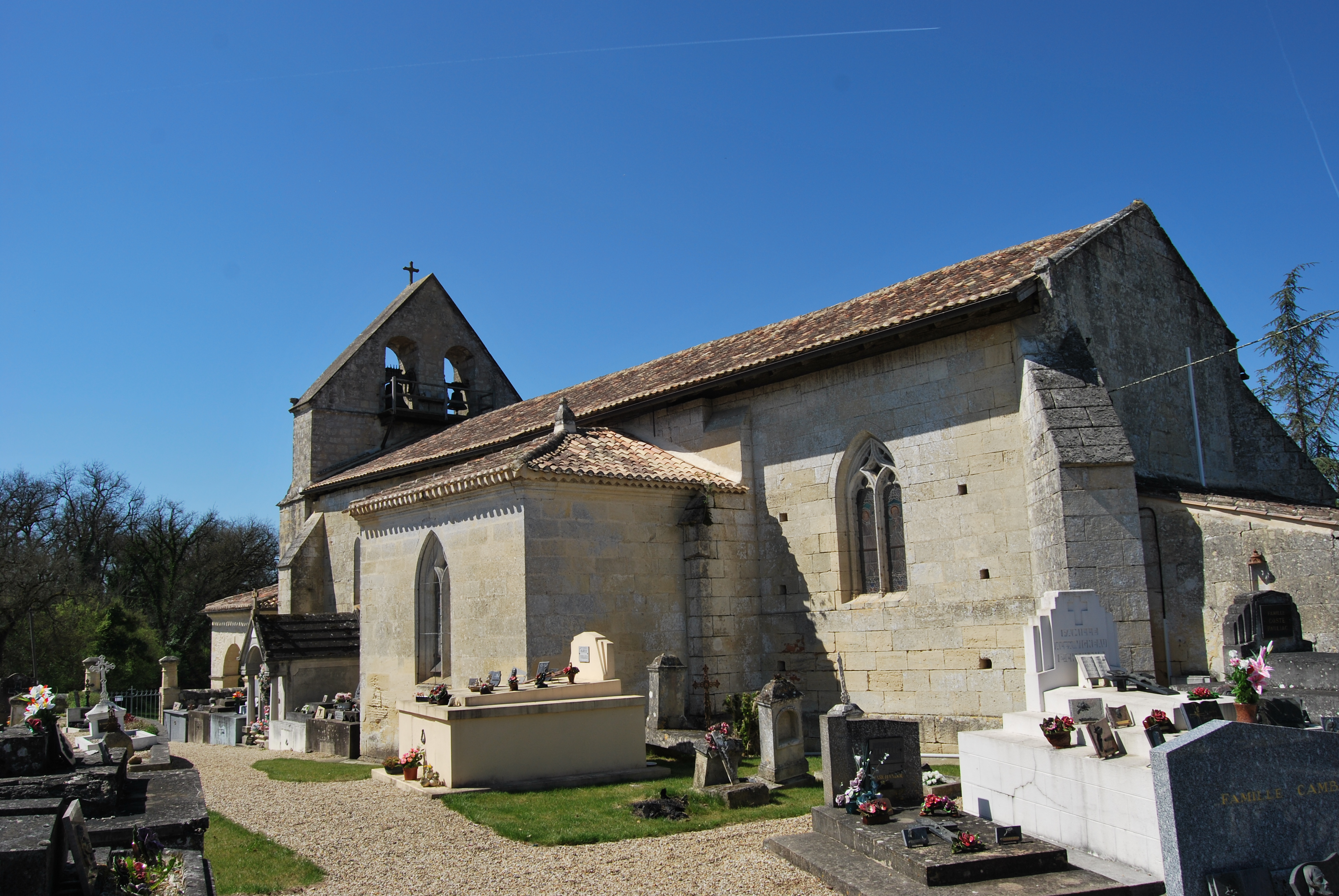
Façade sud-est
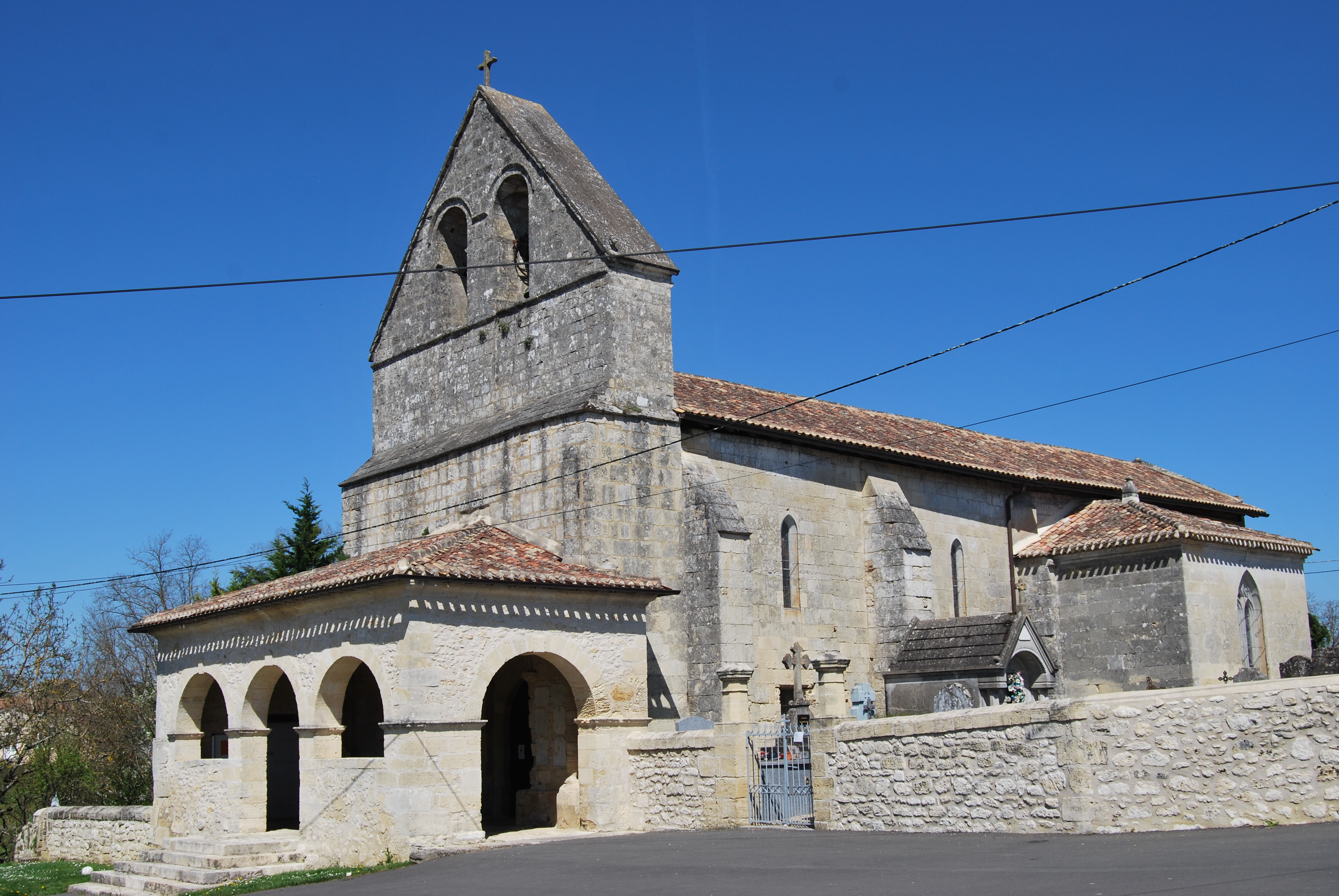
Façade sud-ouest

Sur la façade sud de la sacristie, à gauche de la porte d’entrée se trouvent les vestiges d'un cadran canonial

Le cadran canonial
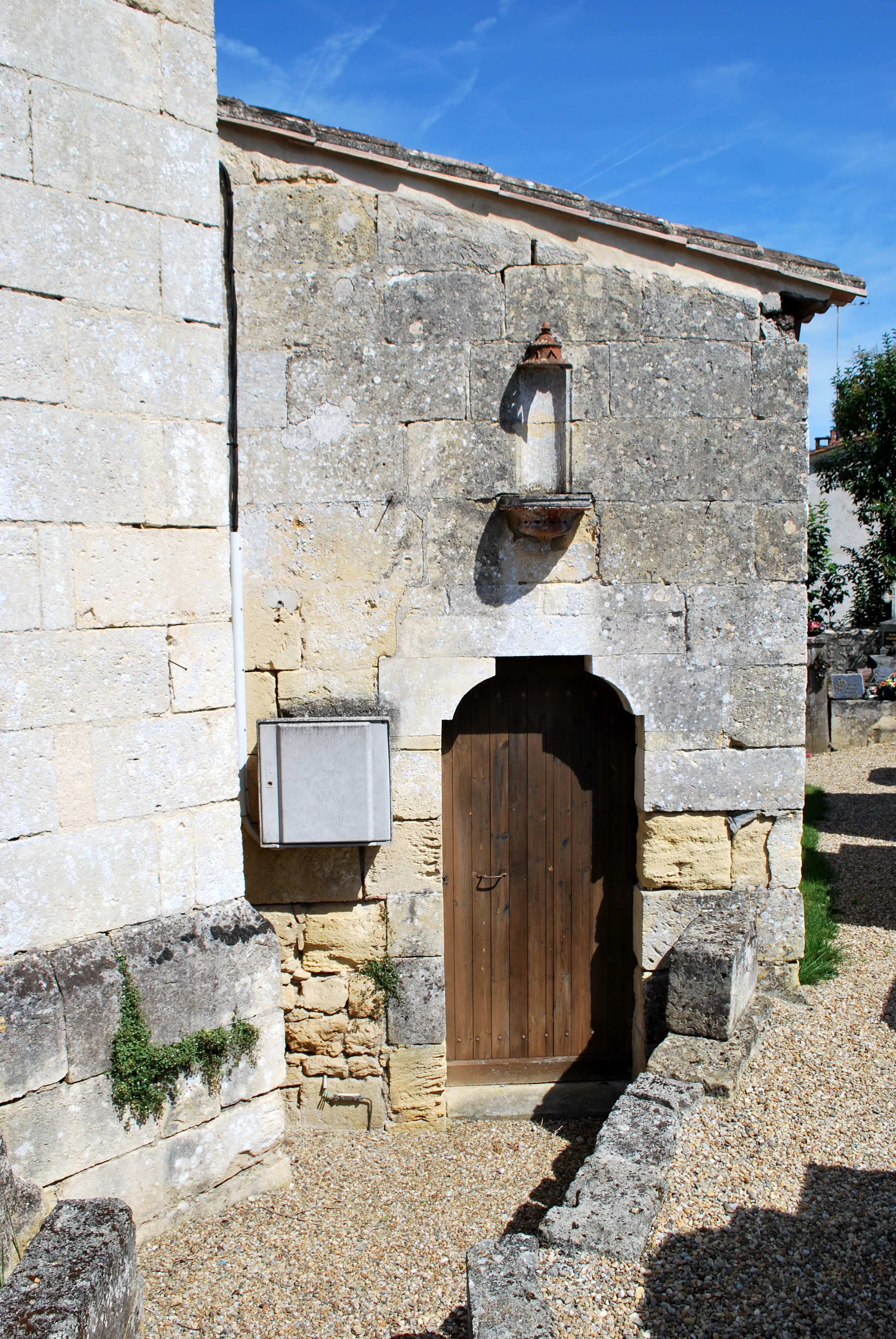
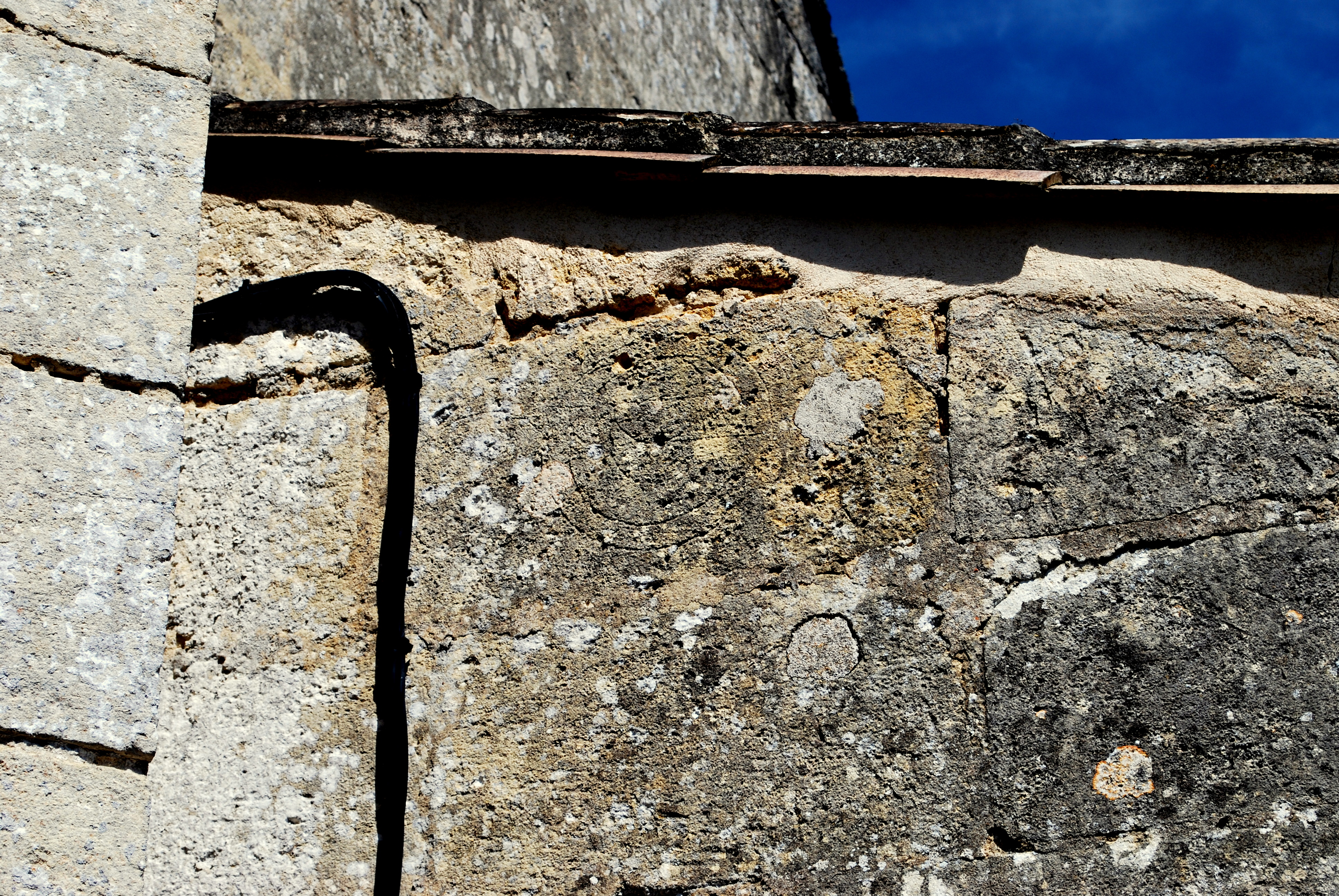
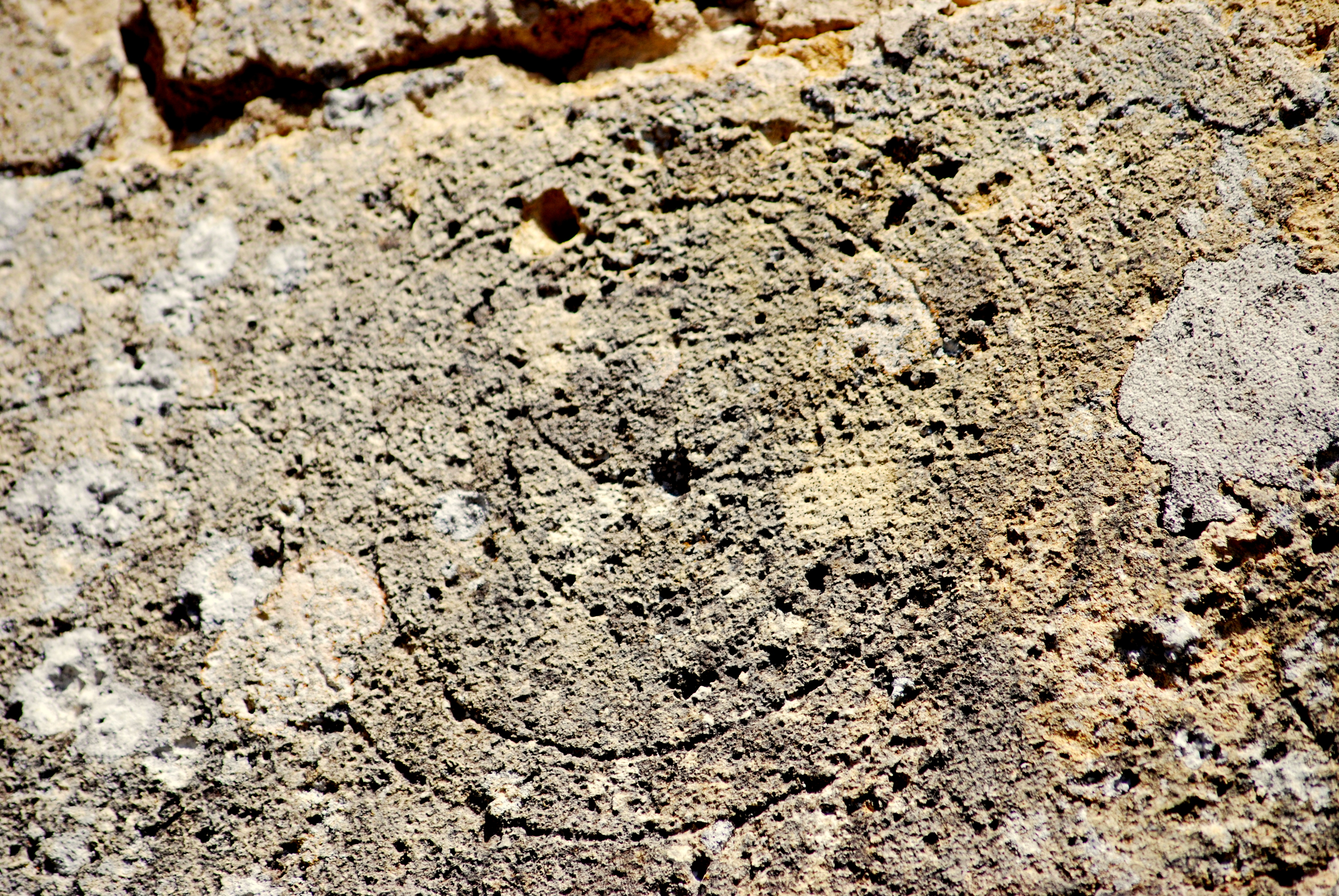

L'église est inscrite au titre des monuments historiques par arrêté du 23 septembre 1966.

## Iconographie du portail

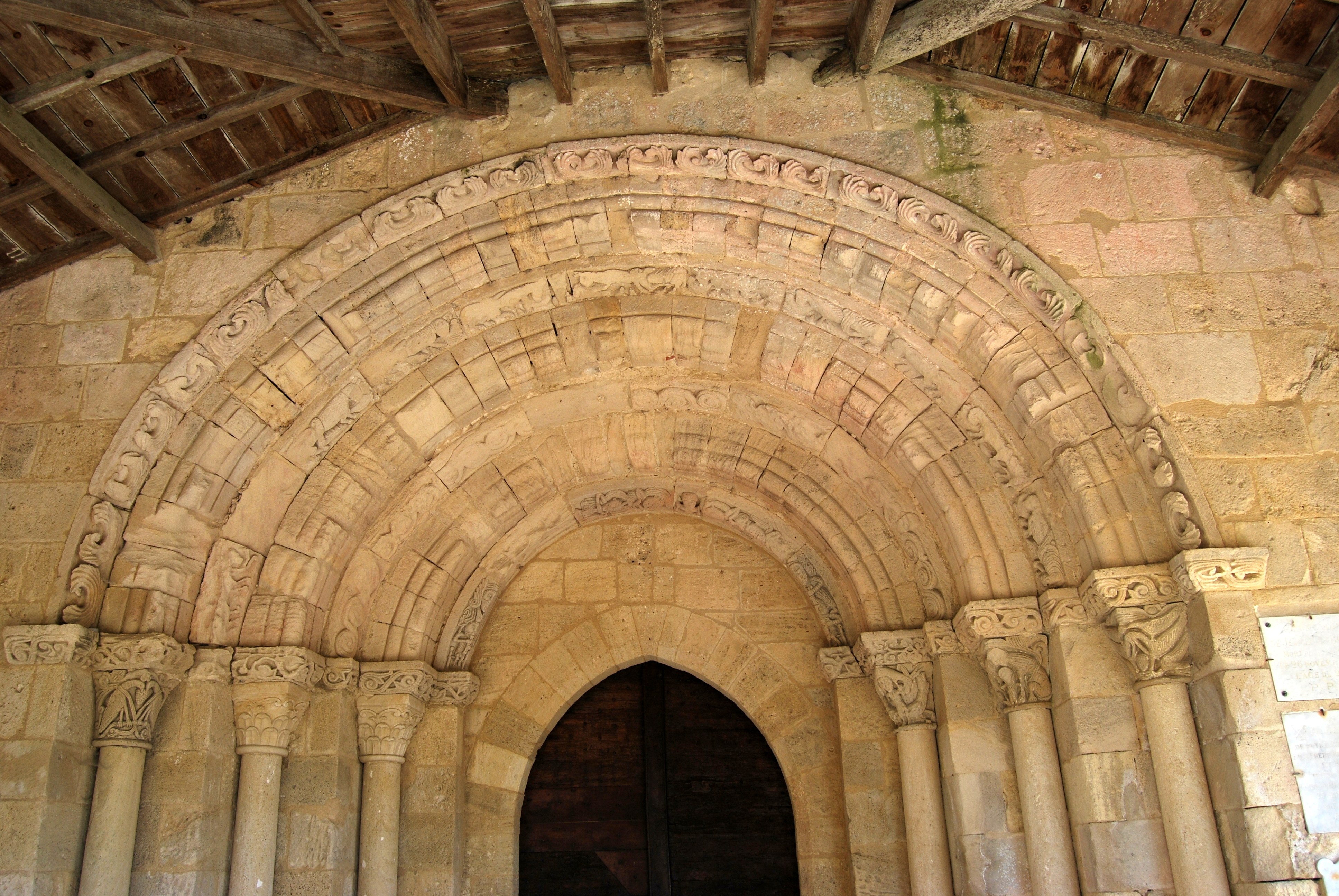
Le Portail

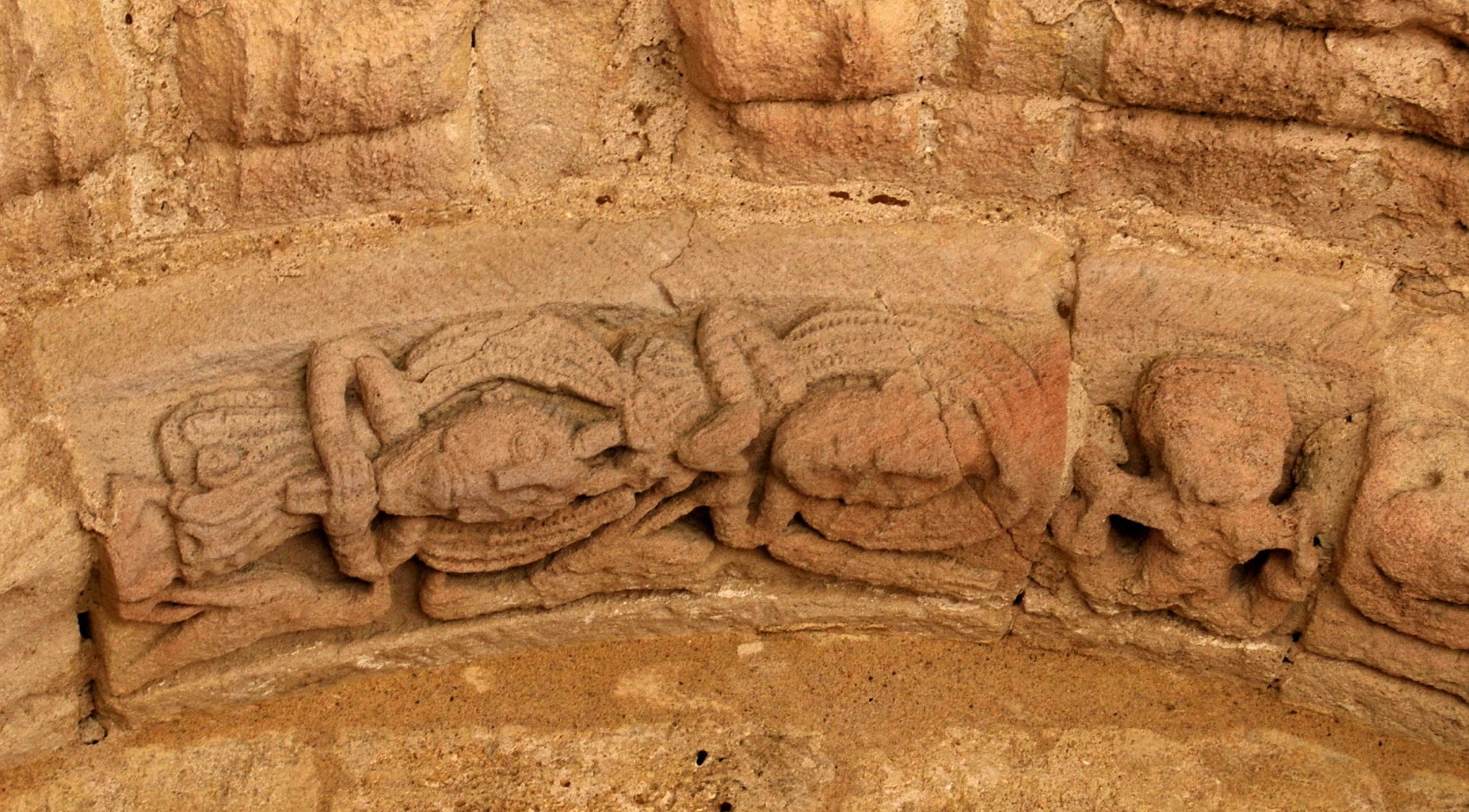
3e couple cordon nord et clef de l'arc

Le portail possède trois grandes voussures, ornées d'un tore d'angle, qui s'appuient sur six chapiteaux et quatre cordons d'interface retombant sur les huit impostes des piédroits alternatifs.
L'archivolte externe est rythmée d'un motif à feuilles recourbées de style poitevin.
Seuls deux des cordons intercalaires portent des figures : une série de musiciens illustrant la luxure et une procession d'animaux maléfiques.
On peut s'étonner que ce portail, l'entrée d'une église chrétienne, ne porte aucun signe ou symbole chrétien ! Le même phénomène se rencontre aux églises de Gabarnac et de Saint-Martin-de-Sescas. Cependant, sous ses aspects profanes, le sermon était là, dans un langage parfaitement rodé, avertissant les clercs des embûches morales que la Nature réserve aux hommes. Il incombait aux clercs d'expliquer à leurs ouailles les subtilités de l'art religieux.
La description ci-dessous est basée sur les travaux de Christian Bougoux et Léo Drouyn.
Ébrasement nord
Chapiteaux N1 et N2 : Les deux premiers chapiteaux sont des chapiteaux végétaux (feuilles d'eau) et datent d'une restauration du XIXe siècle.

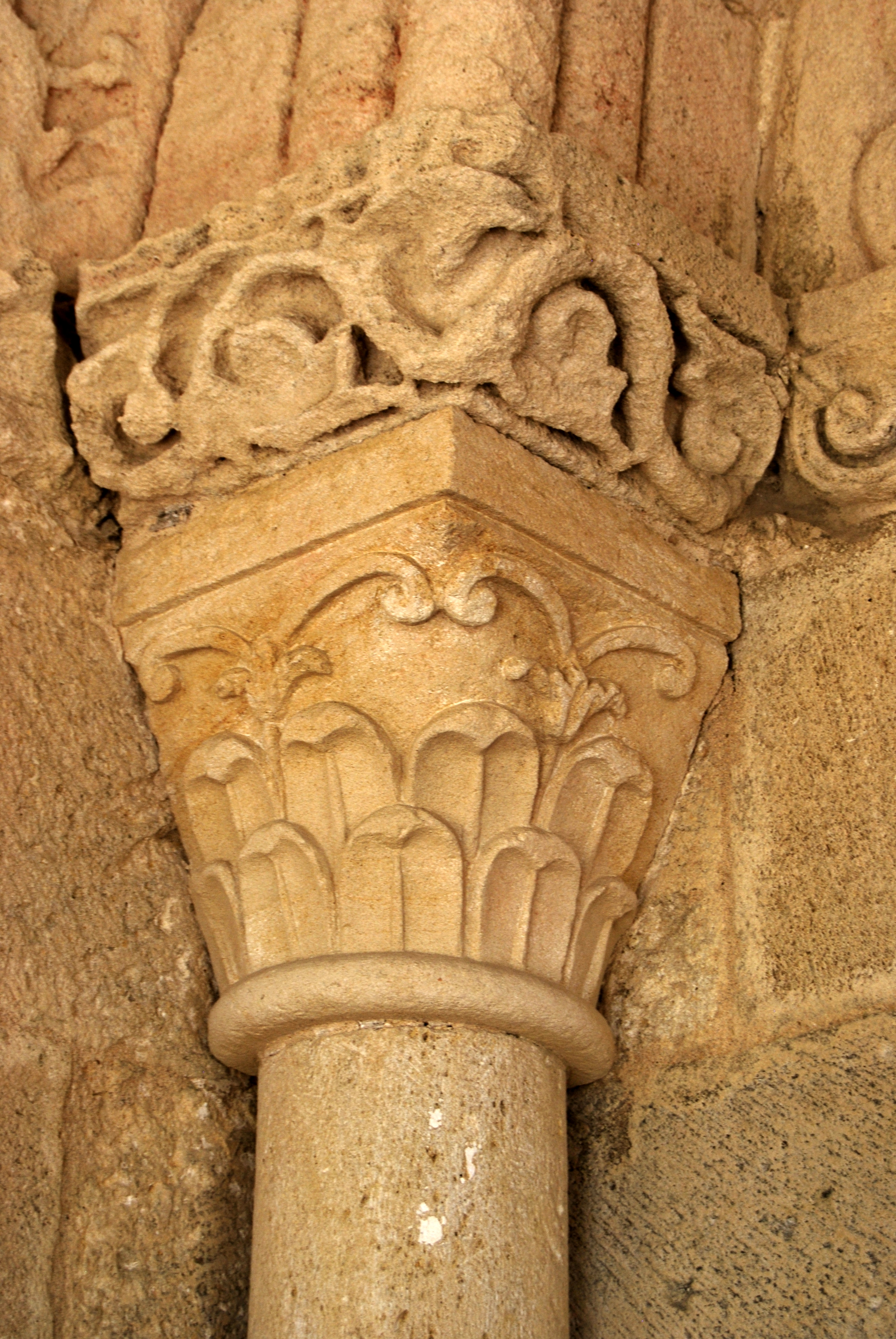
N1 Feuilles d'eau
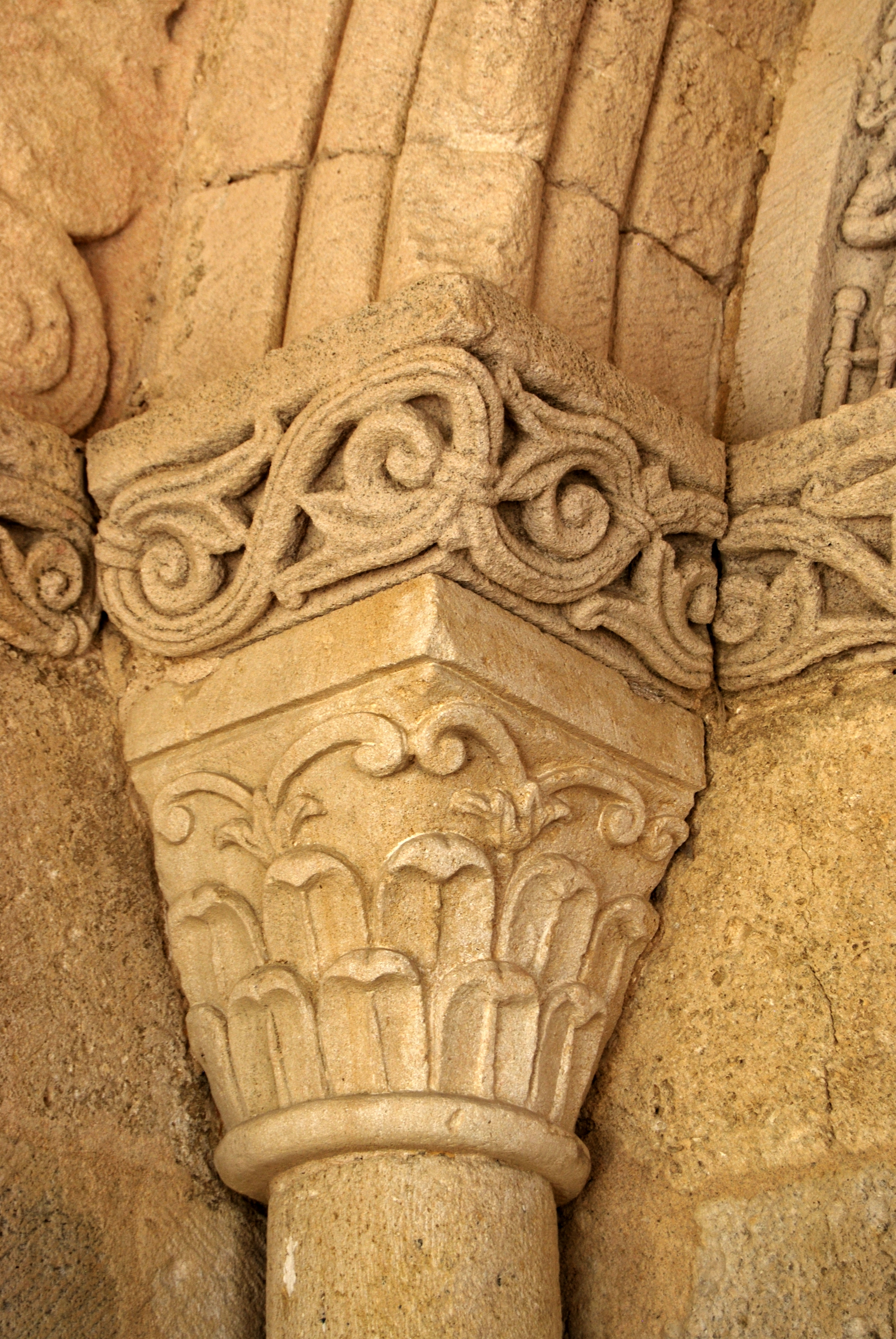
N2 Feuilles d'eau
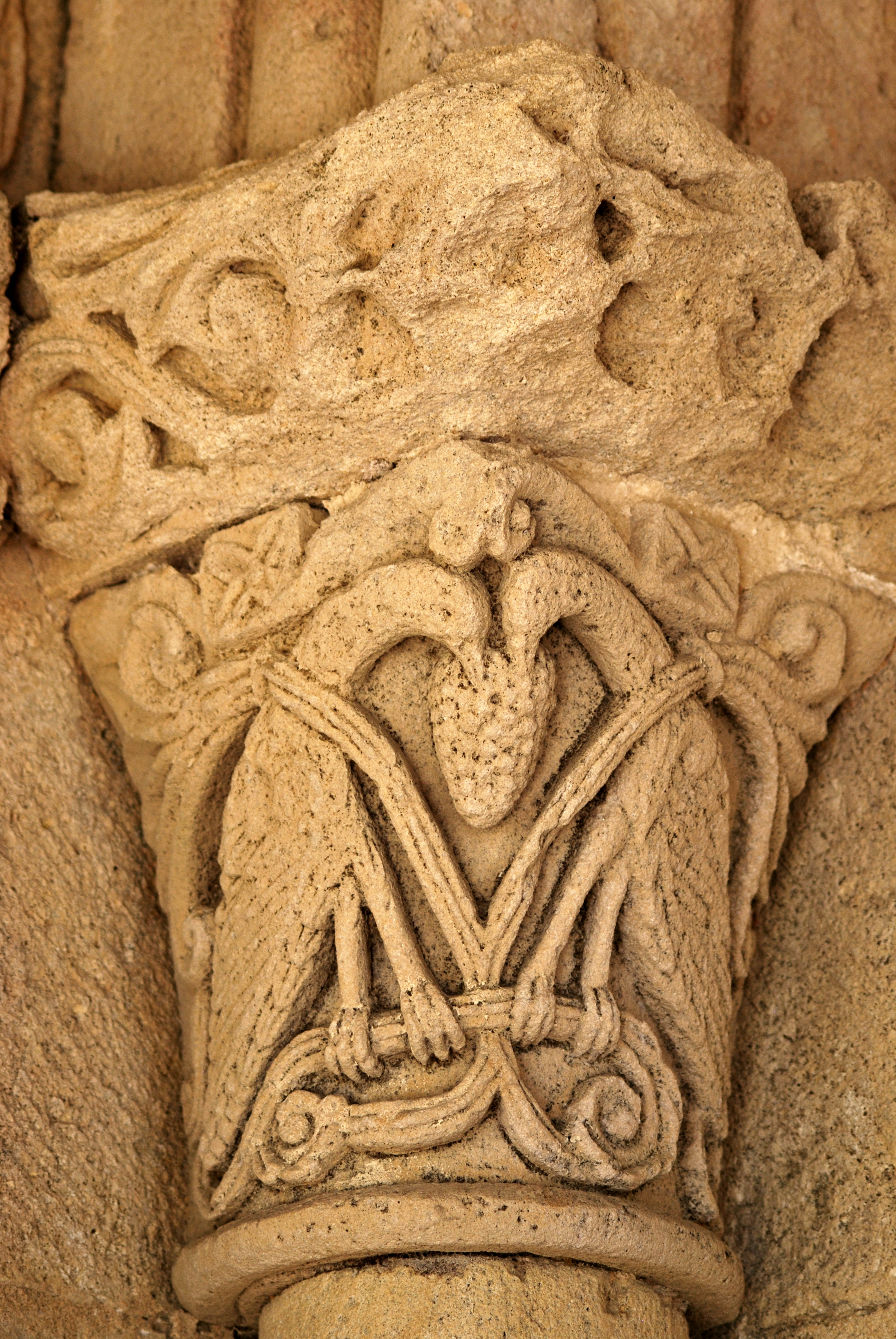
N3 Deux oiseaux tenant un fruit

Chapiteau N3 : Deux oiseaux tenant conjointement un fruit : On voit deux grands oiseaux perchés sur un même sarment dont les volutes remontent puis se séparent en deux pour s'épanouir en un fleuron bagué, contre le cou des oiseaux.
Les oiseaux affrontent leurs têtes sous les volutes de l'angle. Ils tiennent soit une grappe de raisins, soit une pigne de pin, suspendue par leurs deux becs au-dessus du Y majuscule formé par le sarment.
La composition stylisée est plus allégorique que naturaliste. Certains auteurs ont suggéré que l'allusion est celle du « symbole eucharistique ». Cette interprétation est probablement erronée, car, usuellement, l'allusion eucharistique est « Deux oiseaux buvant au même calice ». La pigne de pin était traditionnellement la représentation du Fruit défendu. Il est probable que le symbole qui domine ici est l'Upsilon majuscule (Y ou lettre de Pythagore) qui symbolise pour les lettrés le choix des deux routes, celle du Vice et celle de la Vertu. Sur ce chapiteau, les oiseaux ont fait le choix de prendre le fruit. Sur le chapiteau correspondant, au sud, c'est le contre-exemple : les oiseaux protègent le fruit.
Ébrasement sud
Chapiteau S1 : L'homme maîtrisant la bête : La corbeille est partiellement érodée. Au centre, on voit un homme qui exhibe sa proie : un chevreuil qu'il porte à bout de bras au-dessus de sa tête. De chaque côté de l'homme, se trouve un énorme chien de chasse ; il est à moitié assis sur les corps des molosses. Les deux bêtes attendent que leur maître leur donne la récompense d'une chasse réussie.
Chapiteau S2 : La bête maîtrisant l'homme : Sur l'angle de la corbeille, se trouve un petit homme en tunique plissée, dont l'érosion a effacé le visage et les avant-bras. Au-dessus de lui et sur les deux faces de la corbeille, on voit un monstre à deux corps qui est sur le point de l'engloutir. Le monstre est velu, possède un pelage à crinière et les queues rentrées sont épanouies.
Cet homme, soumis au bi-corporé monocéphale, est l'image traditionnelle de celui qui n'a pas su réconcilier sa conscience et que l'animalité domine encore. Il est le contre-exemple du chasseur qui maîtrise son animalité.

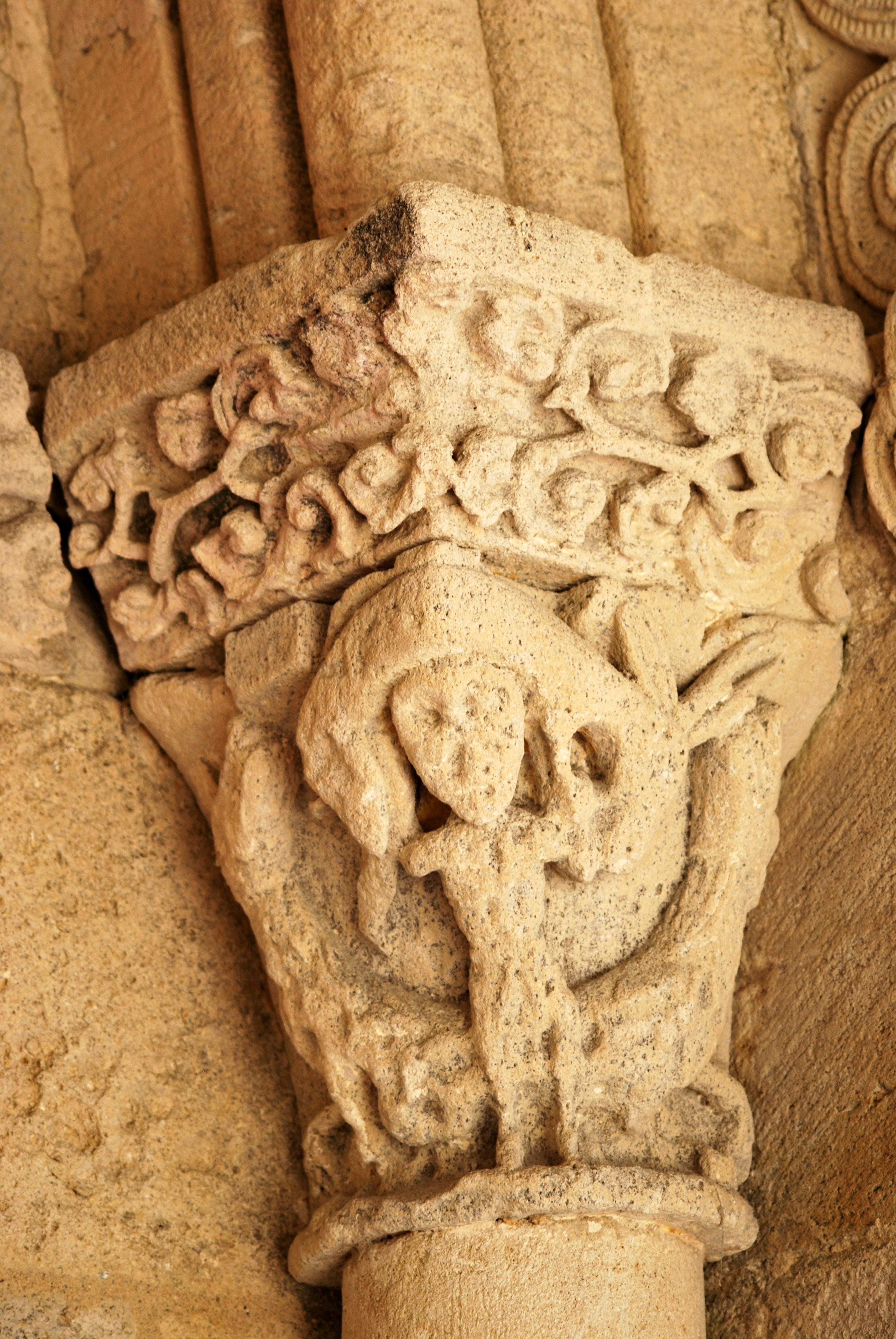
S1 L'homme maîtrisant la bête
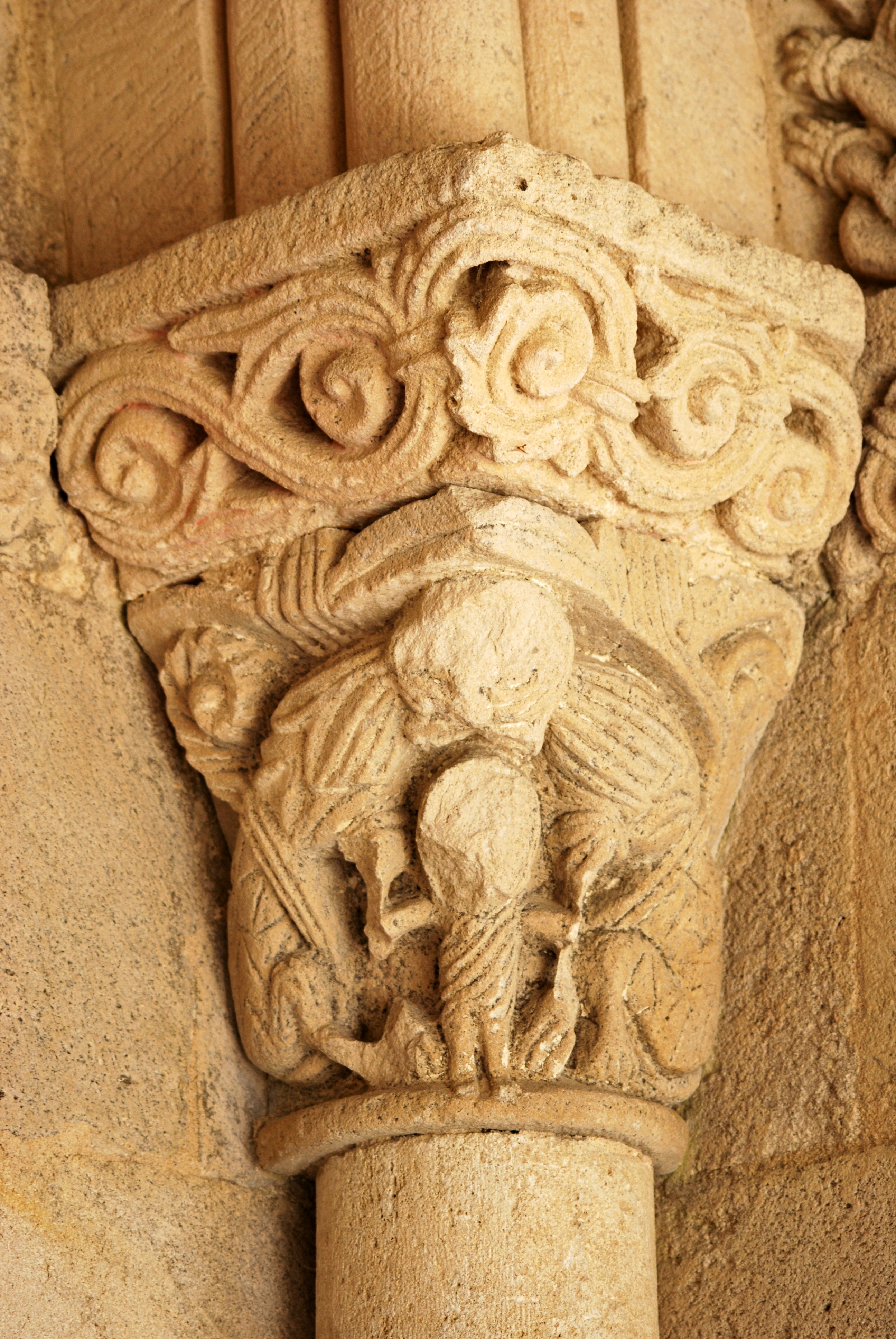
S2 La bête maîtrisant l'homme
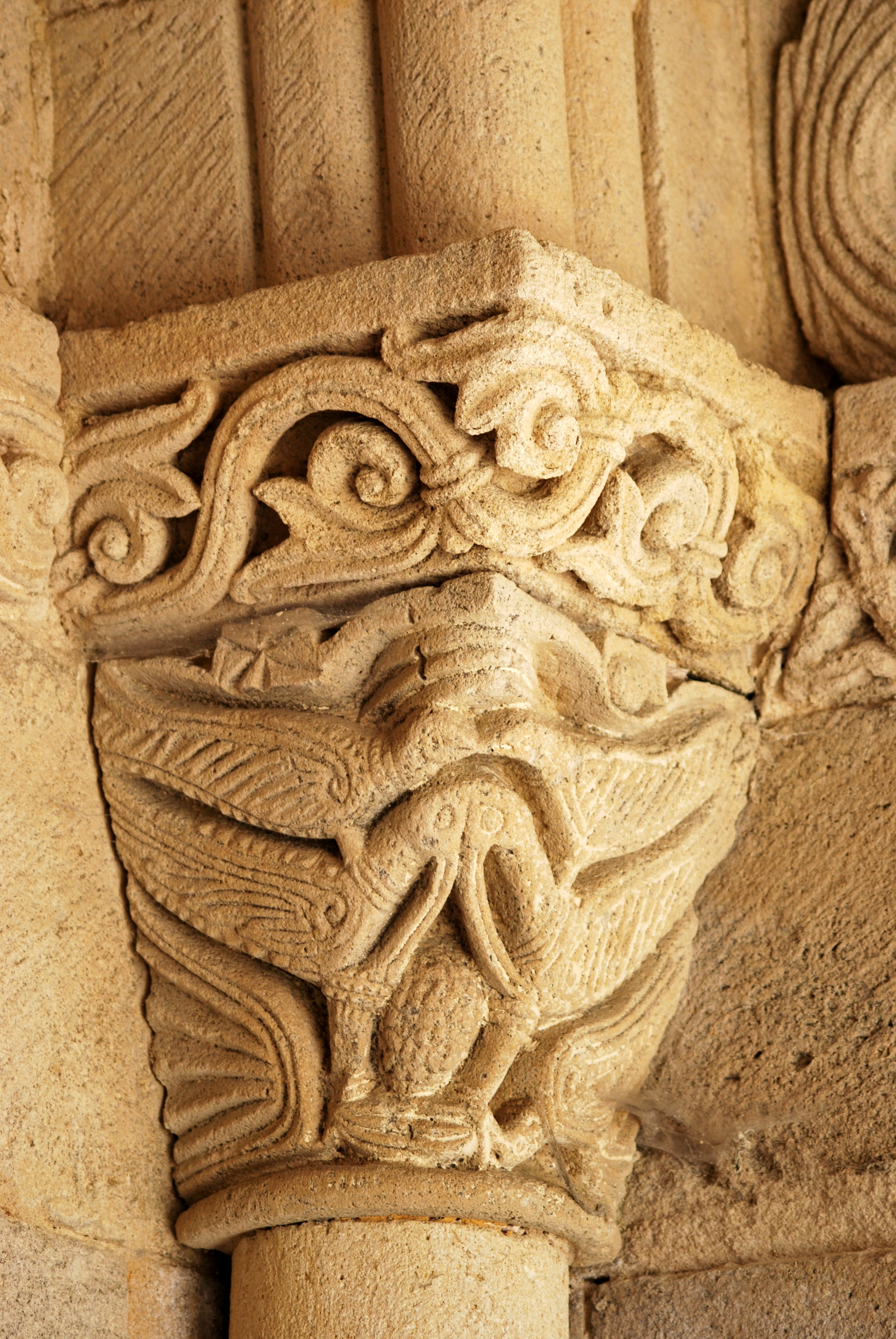
S3 Cinq oiseaux et un fruit

Chapiteau S3 : Cinq oiseaux autour d'un fruit : La totalité de la corbeille est occupée par cinq oiseaux. On voit d'abord deux échassiers affrontés. Ils encadrent intimement une pigne de pin déposée sur leurs pattes. L'échassier de droite écrase de son ergot le bec d'un petit oiseau qui tente de s'approcher du « fruit défendu ». Au-dessus des gardiens du fruit, se trouve un couple d'oiseaux dont les pattes sont agrippées au cou des premiers.
Ce chapiteau, qui montre les défenseurs du Vrai Fruit contre des congénères avides, est le contre-exemple du chapiteau nord, sur lequel des oiseaux complices ont dérobé le Fruit Défendu, à l'instar des hommes perdus qui ont croqué la pomme.
Les voussures figurées
Les musiciens
Il y a deux files montantes : une de six hommes au nord et une de quatre hommes au sud. Le deuxième couple d'hommes du cordon nord est très érodé.
Les deux files convergent vers une clef d'arc, qui est décalée d'environ 20° par rapport à l'axe de symétrie et ornée d'une femme nue, en présentation frontale, les jambes écartées et les pieds tenus par ses mains. Cette représentation féminine de la luxure est très fréquente sur des modillons romans où la femme est aussi une sirène bi-caudale.
Le thème représenté sur le cordon est celui d'un concert donné par des instrumentalistes (flûte de pan, flûte double, cornet à bouquin) à des auditeurs luxueusement habillés. Les premiers musiciens, au nord et au sud, sont installés sur des chaises en bois tourné qui reposent chacune sur une imposte.
Le flûtiste du nord est si petit que ses pieds ne touchent pas le sol, alors que le joueur de flûte de pan, au nord, a les siens posés à terre. Ce dernier est distrait par un homme barbu juché sur ses épaules et qui tire sa chevelure. Une liaison affective entre eux est symboliquement rendue par l'image des deux poissons accolés par la bouche, et, moins symboliquement, par une érection du flûtiste dont la verge saille entre les jambes.
Le musicien du troisième couple du cordon nord, dont un oiseau picore le bras gauche, est en train de danser.
Pour chacune des cinq paires — un homme au-dessus/un homme au-dessous —, on observe que le dominant prend symboliquement possession du dominé par un geste en direction de la tête. Tous sont moralement coupables ainsi que l'indiquent les poissons et oiseaux qui les mordillent.
La décoration de ce cordon est un avertissement sur les périls moraux que la danse et la musique font courir à l'homme. Les comportements induits, sensuels et sexuels, sont suggérés par le banc de poissons — le poisson est le péché de chair — ou crûment incarnés par un flutiste ithyphallique et une femme impudique ouvrant les cuisses.
La procession animale
Il y a deux files d'animaux montantes, cinq à gauche (côté nord) et six à droite (côté sud), qui convergent vers un clef de l'arc excentrée, à l'effigie d'un douzième animal vu de face.
Presque toutes les sculptures sont très abîmées. Pour certaines, il ne reste que la silhouette.
Il n'est pas aisé de déterminer les espèces : lions, chevaux, lièvres, chats ? Sur les mieux conservées, on voit l'animal allongé, avec une courte tête à petites oreilles, un double collier autour du cou, que l'on retrouve aussi autour des pattes. La caractéristique la plus notable est la longue queue qui remonte entre les cuisses, pour se dédoubler sur la croupe en deux lianes foliacées.
Il y a assez de détails, en comparaison avec d'autres sculptures de l'Entre-deux-Mers, pour cataloguer ces animaux comme maléfiques.